# 西港镇 (秦皇岛市)
西港镇，是中华人民共和国河北省秦皇岛市海港区下辖的一个乡镇级行政单位。

## 行政区划
西港镇下辖以下地区：
东白塔岭村、西白塔岭村、倪庄村、前道西村、后道西村、山东堡村、偏坡村、杨道庄村、归提寨村、新店子村、下庄村、南大寺村、慕义寨村、公富庄村、大乐安寨村、小乐安寨村和海滨林场。